# 977 Philippa
977 Philippa је астероид главног астероидног појаса са пречником од приближно 65,67 .
Афел астероида је на удаљености од 3,206 астрономских јединица (АЈ) од Сунца, а перихел на 3,027 АЈ. 
Ексцентрицитет орбите износи 0,028, инклинација (нагиб) орбите у односу на раван еклиптике 15,196 степени, а орбитални период износи 2010,228 дана (5,503 година). 
Апсолутна магнитуда астероида је 9,67 а геометријски албедо 0,055.
Астероид је откривен 6. априла 1922. године.